# María de Atocha Ossorio y Gallardo
María de Atocha Ossorio y Gallardo (1876-1938) fue una periodista y escritora española.

## Biografía
Nacida en 1876, era hija de Manuel Ossorio y Bernard y hermana de Carlos y Ángel Ossorio y Gallardo. Contrajo matrimonio primero con Fernando Sevilla, con el que en 1896 tuvo un hijo, y se casó en segundas nupcias con el periodista y político Emilio Riu y Periquet. Su padre asegura que le prestó «muy activo concurso [...] en todas sus publicaciones». Fue, asimismo, redactora única del semanario La Elegancia (1899-1900) y colaboró en El Mundo de los Niños, La Última Moda, El Globo y otros periódicos. En su firma literaria, solía omitir los apellidos. Dio a la imprenta una obra titulada Las hijas bien educadas, subtitulada «guía práctica para uso de las hijas de familia». Falleció en 1938.